# 大花鸟巢兰
大花鸟巢兰（学名：Neottia megalochila）为兰科鸟巢兰属下的一个种。

## 扩展阅读
維基物種上的相關：大花鸟巢兰